# Melrose Avenue
Pour les articles homonymes, voir Melrose.
Melrose Avenue est une rue commerçante populaire s'étendant du Santa Monica Boulevard, à Beverly Hills, jusqu'à Hoover Street à Silver Lake. Sa portion la plus connue se situe à Hollywood et va du nord de Beverly Boulevard jusqu'au sud du Santa Monica Boulevard.

## Présentation
Historiquement, Melrose était un quartier majoritairement occupé par la classe moyenne juive. Aujourd'hui elle accueille les restaurants et les magasins dernier cri de Los Angeles. Les touristes la parcourent souvent pour tenter d'apercevoir des célébrités et comprendre à quoi ressemble la vie hollywoodienne. Les principaux établissements incluent Patina, le Johnny Rockets original, les magasins d'habits Fred Segal, The Improv (comedy club), The Bodhi Tree, et Morton's. Au nord de l'intersection avec La Cienega Boulevard se trouve Melrose Place, un petit quartier résidentiel rendu célèbre par la série télévisée du même nom. Melrose est aussi un axe important du trafic est-ouest de la ville puisqu'elle a quatre voies sur la majorité de son parcours. Sur cette avenue se trouvent les Paramount Studios, là où sont tournées des séries comme Glee ou NCIS.